# Música de Guinea-Bisáu

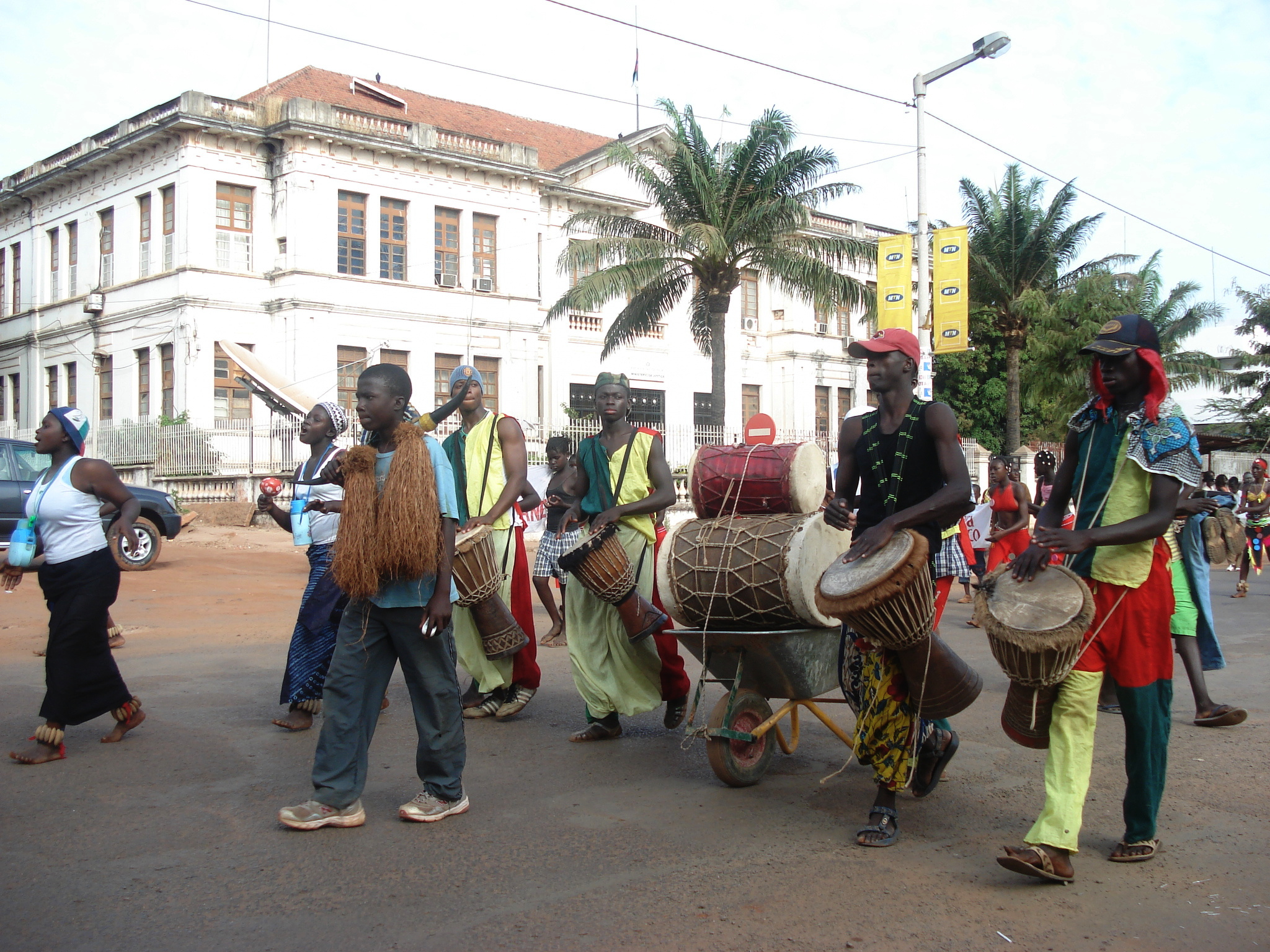
Músicos en la calle

La música de Guinea-Bissau se asocia en general con el género musical polirrítmico gumbe, género principal de la exportación de la musical del país. Otros géneros musicales populares son la tina y tenga. 

## Música nacional
En 1973 finalizada de Guerra de Independencia Guinea-Bisáu se independizó de Portugal. Esta é a Nossa Pátria Bem Amada (Este es nuestro país amado), compuesto por Xiao He con letra de Amílcar Cabral, es el himno nacional de Guinea-Bissau, como lo fue de Cabo Verde hasta 1996. 
A diferencia de otras colonias portuguesas como Brasil, Angola, Mozambique y Cabo Verde, el estilo del fado apenas penetró en la música de Guinea-Bisáu. Sin embargo, las letras de las canciones populares se realizan en criollo guineano-bissau, un idioma criollo de base portuguesa. A menudo son humorísticas o tópicos que giran en torno a temas y acontecimientos de actualidad como el Sida. 

### Crítica social y censura
Los cantantes populares han tenido una relación complicada con el gobierno de Guinea-Bisáu. José Carlos Schwarz poeta y músico local, conocido como Zé Carlos, fue crítico con la administración, falleció en un accidente aéreo en La Habana en circunstancias sospechosas. Más tarde, Super Mama Djambo apoyó al PAIGC (Partido Africano para la Independencia de Guinea y Cabo Verde) mientras se burlaba de su nepotismo y la de la  corrupción política 
Algunos artistas fueron censurados por el gobierno, entre ellos al solista e instrumentista Zé Manel tras  cantar Tustumunhus di aonti (Testimonio de ayer) en 1983, usando las letras escritas por el poeta Huco Monteiro.  Justino Delgado, otro de los cantantes locales populares, fue arrestado por criticar al presidente João Bernardo Vieira. La influencia de la música bisauguineana se ha visto limitada a causa de los disturbios del país y la población reducida del mismo. 

## Música tradicional

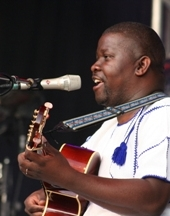
Manecas Costa

La población de Guinea-Bisáu de 1.693.398 personas en 2014, la componen las etnias balanta (30%), fula (20%), manjack (14%), mandinka (13%) y papel (7%). La población europea y mulata es inferior al 1% y hay una pequeña población china. 
La palabra gumbe a veces se emplea genéricamente para cualquier tipo de música del país, pero se refiere específicamente a un estilo único que fusiona a diez de las tradiciones de música folklórica del Guinea-Bisáu. 
Los balanta tocan un instrumento tipo laúd de calabaza llamado kusunde, similar al ekonting o akonting de los diola –instrumento de cuerda africano– pero con la cuerda superior de longitud media (A # / B) en la parte inferior en lugar de la parte superior. La cuerda superior es de longitud media (F # abierta, detenida G #) mientras que la cuerda media, la más larga (C # abierta, D # detenida) se detiene por la cuerda superior y suena igual. 
Las tradiciones folclóricas incluyen la música ceremonial utilizada en funerales, iniciaciones y otros rituales, así como la brosca y el kussundé de los balanta, el djambadon de los mandinga  y el sonido kundere de las Islas Bijagós. 
La calabaza es un instrumento musical principal de Guinea-Bisáu, y se utiliza en la música de baile extremadamente rápida y rítmicamente compleja.

## Música Popular
El Gumbe, la primera tradición de canciones populares que surgió en el país después de la independencia, comenzó en 1973 con la grabación de M'Ba Bolama de Ernesto Dabó en Lisboa . El productor discográfico de Dabó, Zé Carlos, había formado la popular banda Cobiana Djazz en 1972. La siguiente banda popular en crearse fue Super Mama Djombo que debutó en Cambança en 1980, seguido de Africa Livre, Chifre Preto y Kapa Negra. 
En la década de 1980, géneros como el kussundé comenzaron a popularizarse, liderados por Kaba Mané, cuyo Chefo Mae Mae usaba guitarra eléctrica y letras de Balanta. 
La música pop angoleña, llamada kizomba, reúne a varios artistas que cantan tanto en inglés como en portugués. 

## Las mujeres en la música
Eneida Marta es una cantante de referencia de folk nacida en Gunea-Bisáu que inició su trayectoria musical en concursos infantiles. Emigró a Portugal para formarse en canto. Junto al productor Juca Delgado participó, con otros artistas, en la grabación de discos de música africana en Portugal. En 2001 lanzó el primer álbum en solitario Nô Stória (Nuestra historia) del sello Maxi Music. Realizó una gira por diferentes países: Cabo Verde, Francia, Holanda, Alemania y Guinea Bisáu. En 2002 publicó con la firma Putumayo World Music a nivel internacional. Entre sus estilos musicales destacan el gumbe, lorna, singa, mezcla con flamenco, matices gospel y jazz.

## Músicos de Guinea-Bisáu

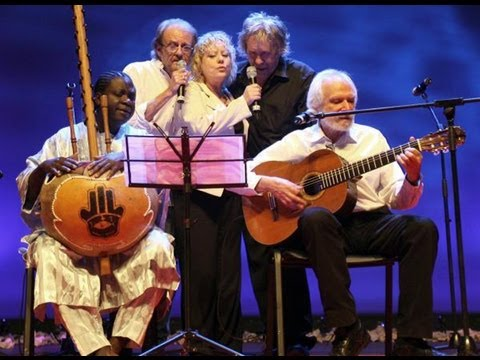
Marina Rossell con Moustaki, Nino Galissa, Aute y Paco Ibáñez: Le Métèque (BTM, 2007)

Entre los músicos de Guinea-Bisáu se encuentran:
- Manecas Costa, cantante, guitarrista y compositor en lengua criolla de Guinea-Bisáu, género Gumbe.[3]
- Bidinte (Fernando Jorge da Silva Bidinte); percusionista, estilo musical de ritmos africanos con mezcla flamenca influencia de Camarón de la Isla.[4]
- Oli Silva Mû, miembro fundador del grupo Qbamba, voz, guitarra y kalimba, género musical  fusión de estilos reggae, jazz, blues, gospel, música afrolatina, oriental, funk y flamenco.[5]
- Buli Galissa, intérprete musical del instrumento kora.
- Nino Galissa, cantautor y compositor en lengua mandinga, criollo de Guinea-Bisáu, portugués, inglés y español. Hijo de Buli Galissa. Su música se mueve entre los estilos de fusión pop, el funky, el reggae y el jazz. Los temas de sus letras abarcan los problemas sociales, la desigualdad, la crueldad, el amor y la paz.[6]
- Kimi Djabaté, cantautor y compositor balafonista, guitarrista en lengua mandinga de etnia Griot.[7]